# Dryophthorus corticalis
Dryophthorus corticalis är en skalbaggsart som först beskrevs av Gustaf von Paykull 1792.  Dryophthorus corticalis ingår i släktet Dryophthorus, och familjen vivlar. Arten är reproducerande i Sverige.

## Bildgalleri

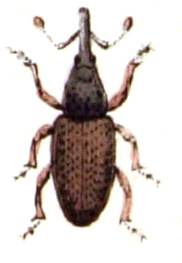
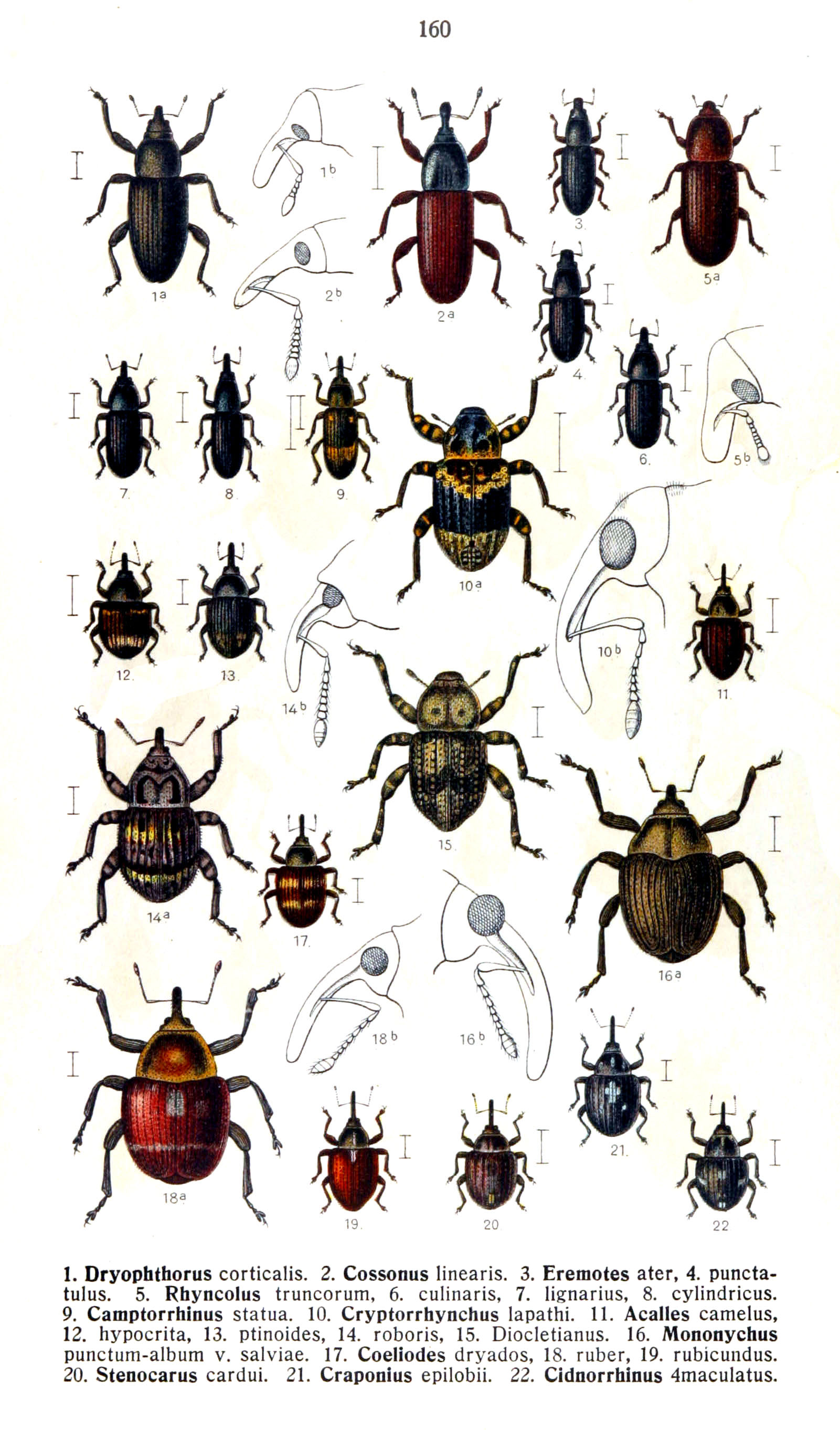